# René Enríquez
René Enríquez (San Francisco, Californië, 24 november 1933 – 23 maart 1990, Los Angeles, Californië) was een Amerikaans acteur die verscheidene rollen had in de jaren 1970 en 1980. In 1960 maakte hij zijn debuut met een rolletje in de speelfilm Girl of the Night. Hij was vooral bekend van zijn rol als Lt. Ray Calletano in de televisieserie Hill Street Blues, waarin hij van 1981 tot en met 1987 speelde. Daarnaast speelde hij gastrollen in o.a. Charlie's Angels, Baretta, Lou Grant en Barnaby Jones. Hij dook ook op in films als Bananas (1971), Harry and Tonto (1974), The Evil That Men Do (naast Charles Bronson) en Bulletproof (1988). 
Op 23 maart 1990 overleed hij op 56-jarige leeftijd aan de gevolgen van pancreaskanker.